# Niemojewice
Niemojewice – południowo-zachodnia dzielnica Warki, na wyjeździe w kierunku Białobrzegów. Leży ok. 3,5 km od centrum miasta. Włączona do Warki 31 grudnia 1959.

## Historia administracyjna
W latach 1867–1954 w gminie Lechanice. 20 października 1933 w woj. warszawskim utworzono gromadę Niemojewice granicach gminy Lechanice, składającą się z wsi Niemojewice, wsi Niemojewice Dworskie i wsi Niemojewice-Szwaby.
Podczas II wojny światowej w Generalnym Gubernatorstwie, w dystrykcie warszawskim. W 1943 gromada Niemojewice liczyła 314 mieszkańców.
W związku z reorganizacją administracji wiejskiej jesienią 1954 gromada Niemojewice weszła w skład nowej gromady Grzegorzewice Nowe, a po jej zniesieniu 31 grudnia 1959 roku, Niemojewice włączono do Warki.

## Historia
Niemojewice są starą osadą, z okresu wczesnorzymskiego (0–200 n.e.). Na jej terenie znaleziono zarys budynku mieszkalnego o konstrukcji słupowej 3,2 × 3,5 m, a w nim: dwa kawałki żużla (co może świadczyć o prowadzeniu hutnictwa z rud darniowych), fragmenty ceramiki, przęślik gliniany, ceramikę glinianą.
Wieś królewska położona była w drugiej połowie XVI wieku w powiecie wareckim ziemi czerskiej województwa mazowieckiego. 
W 1406 roku biskup poznański Wojciech Jastrzębiec wystawił dokument potwierdzający powstanie Kapituły św. Jana w Warszawie. Kapituła otrzymała od księcia na własne wydatki pewien wspólny fundusz, a także dziesięciny należące do samego księcia z okręgu czerskiego i ze wsi książęcych: m.in. Niemojewic.
Przed rokiem 1488 książę Bolesław V zastawił swoją wieś i dopiero po przyłączeniu Mazowsza do Korony w roku 1526 została wykupiona i Niemojewice stały się wsią królewską. W 1555 r. wieś dzierżawią Zaliwscy (Jan i Bartolomeusz), a do roku 1617 wieś dzierżawili Podlodowscy, od których dzierżawę przejął Jan Kochanowski, łowczy koronny, który musiał oddać kwotę zastawną Podlodowskim.
Podczas lustracji dóbr królewskich w roku 1660 – dzierżawcą Niemojewic z folwarkiem był kasztelan biecki Michałowski z żoną od 1652 r. Wcześniej dzierżawili małżonkowie Leżeńscy od 1616 r., którzy w roku 1649 za zezwoleniem przekazali cesję [dzierżawy] wójtostwa Jakubowi Michałowskiemu z żoną. Po zniszczeniach z okresu wojen szwedzkich wieś mająca 10 włók, teraz miała osiadłych tylko 3,5. We wsi była karczma w której sprzedawano piwo warzone w folwarku, ale po działaniach wojennych karczma była spalona tak jak i wieś. Folwark po wojnach szwedzkich był mocno zrujnowany. Dwór, stodoła i obora były spalone. Na Pilicy był młyn. Do wsi należał niewielki borek, zdewastowany. Wieś graniczyła z miastem Warką, Wichradzem, Brzozówką i Grzegorzewicami. Dziesięcina z tej wsi należała do ks. biskupa poznańskiego, a z folwarku była przeznaczona dla wikariuszy warszawskich z kolegiaty św. Jana.
Od 1713 r. bardzo kosztowne było utrzymanie wojsk saskich, rozlokowanych na leże zimowe w centralnych województwach Korony, była to hiberna. W roku 1733 – w okresie „bezkrólewia” – w Warce i okolicy było zakwaterowane wojsko polskie „pod panem wojewodą kijowskim” w liczbie 8000 osób, a następnie podmieniono zakwaterowanie na wojska saskie, które rozpoczęły samowolę i rabunki okolicznych wsi.
W 1773 r. sejm zatwierdził I rozbiór Polski, powołał KEN. Na tym sejmie osobną ustawą do Warszawy wcielono wójtostwo Nowej Warszawy – w zamian za to wójtostwo Ignacemu Rychłowskiemu wydzierżawiono starostwo wareckie z dzierżawami: Wichradz, Niemojewice, Stromiec, i Brzozówka.
Według spisu w roku 1827 w Niemojewicach było 36 domów i 216 mieszkańców. Niemojewice wchodziły w skład dóbr królewskich, które car Mikołaj I przekazał w 1827 r. Skarbowi Królestwa Polskiego. Po powstaniu styczniowym i reformie administracji wieś Niemojewice leżała w gminie Lechanice, należała do parafii w Warce, w 1868 roku we wsi mieszkało 305 mieszkańców, a ziemia włościańska zajmowała 658 mórg, natomiast ziemia dworska 877 mórg.
W 1944 roku Niemcy zakwaterowali we wsi 200 jeńców rosyjskich, których zatrudniano do robót na moście kolejowym. Na terenie wsi były wykopane bunkry i okopy dla Niemców. Mieszkańców wsi brano do kopania okopów. Ofensywa zimowa rozpoczęła się 14 stycznia 1945 r. Nie dało się całkowicie przełamać linii obrony niemieckiej. Niemcy stawiali silny opór, pod koniec drugiego dnia wyzwolono Niemojewice. Najbardziej zniszczona była część wsi od strony Grzegorzewic.
Dawna wieś Niemojewice jest od 1959 dzielnicą Warki.